# Pulchrana
Genre
Pulchrana est un genre d'amphibiens de la famille des Ranidae.

## Répartition
Les 16 espèces de ce genre se rencontrent en Asie du Sud-Est.

## Liste des espèces
Selon Amphibian Species of the World (16 septembre 2015) :
- Pulchrana banjarana (Leong & Lim, 2003)
- Pulchrana baramica (Boettger, 1900)
- Pulchrana centropeninsularis (Chan, Brown, Lim, Ahmad & Grismer, 2014)
- Pulchrana debussyi (Van Kampen, 1910)
- Pulchrana fantastica Arifin, Cahyadi, Smart, Jankowski, and Haas, 2018
- Pulchrana glandulosa (Boulenger, 1882)
- Pulchrana grandocula (Taylor, 1920)
- Pulchrana guttmani (Brown, 2015)
- Pulchrana laterimaculata (Barbour & Noble, 1916)
- Pulchrana mangyanum (Brown & Guttman, 2002)
- Pulchrana melanomenta (Taylor, 1920)
- Pulchrana moellendorffi (Boettger, 1893)
- Pulchrana picturata (Boulenger, 1920)
- Pulchrana rawa (Matsui, Mumpuni & Hamidy, 2012)
- Pulchrana siberu (Dring, McCarthy & Whitten, 1990)
- Pulchrana signata (Günther, 1872)
- Pulchrana similis (Günther, 1873)

## Taxinomie
Ce genre a été relevé de sa synonymie avec Hylarana par Oliver, Prendini, Kraus et Raxworthy en 2015.

## Publication originale
- Dubois, 1992 : Notes sur la classification des Ranidae (Amphibiens anoures). Bulletin Mensuel de la Société Linnéenne de Lyon, vol. 61, p. 305-352.